# Storbandbi
Storbandbi (Halictus quadricinctus) är en biart som först beskrevs av Fabricius 1776. Den ingår i släktet bandbin och familjen vägbin. Inga underarter finns listade.

## Utseende
Storbandbiet har ett svart huvud med vitaktig behåring, och hos honan med en mycket lång nacke. Antennerna har svart ovansida och gul undersida. De är dessutom mycket långa hos hanen. Hos hanen har käkarna och clypeus (munskölden) blekgula spetsar, och hela överläppen är blekgul. Även mellankroppen är svart; hos honan har den kort, vitaktig behåring på ovansidan, och längre, orangeaktig behåring på buksidan. Hanens mellankropp har en blandning av vita och blekbruna hår. På bakkroppen har tergiterna 1 till 4 tvärband av vita hår i bakkanterna; hos honan är de avsmalnande på mitten, hos hanen helt avbrutna. Arten är ett stort bi; honan blir 15 till 16 mm lång, hanen 13 till 16 mm.

## Ekologi
Storbandbiet föredrar öppen vegetation som vägrenar, sandiga ängar, torra gräsängar, sluttningar samt ruderatområden (outnyttjad mark). Födomässigt är arten en generalist som samlar pollen från flera olika familjer, men den föredrar korgblommiga växter, framför allt väddklint och tistlar.. Andra besökta familjer är strävbladiga växter, vindeväxter, väddväxter, syrenväxter, vallmoväxter, ranunkelväxter samt vänderotsväxter.

### Fortplantning
Arten är solitär; boet anläggs av den övervintrade honan i håligheter i branter, raviner eller i glesbevuxna till kala sluttningar. Det är ovanligt för släktet på så sätt att det inte utgörs av en förgrenad gång med larvceller åt sidorna, utan av en rak gång på en till två dm som utmynnar i ett större hålrum med larvceller, ursprungligen åtskilda, men med tiden friliggande. Mellan 5 och 20 äggceller kan förekomma i ett bo. Honan är långlivad, och kan flyga ut för att proviantera tillsammans med sin avkomma när de är fullbildade. Endast honorna överlever vintern, de unga honorna övervintrar i boet efter det de parat sig. Boet parasiteras ibland av blodbiet skogsblodbi (Sphecodes gibbus), vars larver snyltar på matförrådet efter det att deras mor ätit upp värdägget.

## Utbredning
Utbredningsområdet sträcker sig från Marocko i söder till södra Sverige i norr samt från Kanalöarna Sark och Guernsey, Belgien samt Iberiska halvön i väster österut genom Asien till södra Manchuriet.
Enligt den svenska rödlistan är arten akut hotad ("CR") i Sverige och förekommer endast i sydöstra Skåne vid Löderups strandbad, där den upptäcktes 2015. Återfynd har sedan gjorts, och arten anses etablerad. Den första upptäckten gjordes i Skåne 1948, där den verkar ha överlevt till 2006, men arten tros ha dött ut regnsommaren 2007. Tidigare har ett fynd även gjorts på Öland 2011, men inga återfynd har gjorts.
Arten saknas helt i Finland.

## Bevarandestatus
Globalt minskar arten, främst på grund av habitatförlust till följd av byggnation men också på grund av brist på huvudsakliga näringskällan, korgblommiga växter, till följd av uppodling. IUCN har därför rödlistat den som nära hotad (NT).
I Sverige är det främsta hotet bristen på lämpliga foderväxter, och Artdatabanken rekommenderar därför att storblommiga växter sparas på lämpliga lokaler, och att insamling undvikes, speciellt med dödande metoder.